# Macrobrachium carcinus
Macrobrachium carcinus е вид десетоного от семейство Palaemonidae. Видът не е застрашен от изчезване.

## Разпространение и местообитание
Разпространен е в Антигуа и Барбуда, Барбадос, Бразилия (Алагоас, Баия, Еспирито Санто, Пара, Пернамбуко, Рио Гранди до Сул, Рио де Жанейро, Санта Катарина и Сао Пауло), Венецуела, Гватемала, Гвиана, Еквадор, Колумбия, Коста Рика, Куба, Кюрасао, Мексико (Веракрус, Идалго, Кампече, Табаско и Тамаулипас), Никарагуа, Панама, Пуерто Рико, САЩ (Мисисипи, Тексас и Флорида), Суринам, Тринидад и Тобаго и Ямайка.
Обитава сладководни басейни, морета, реки и потоци. Среща се на дълбочина около 1 m.